# Schädel von Rhünda

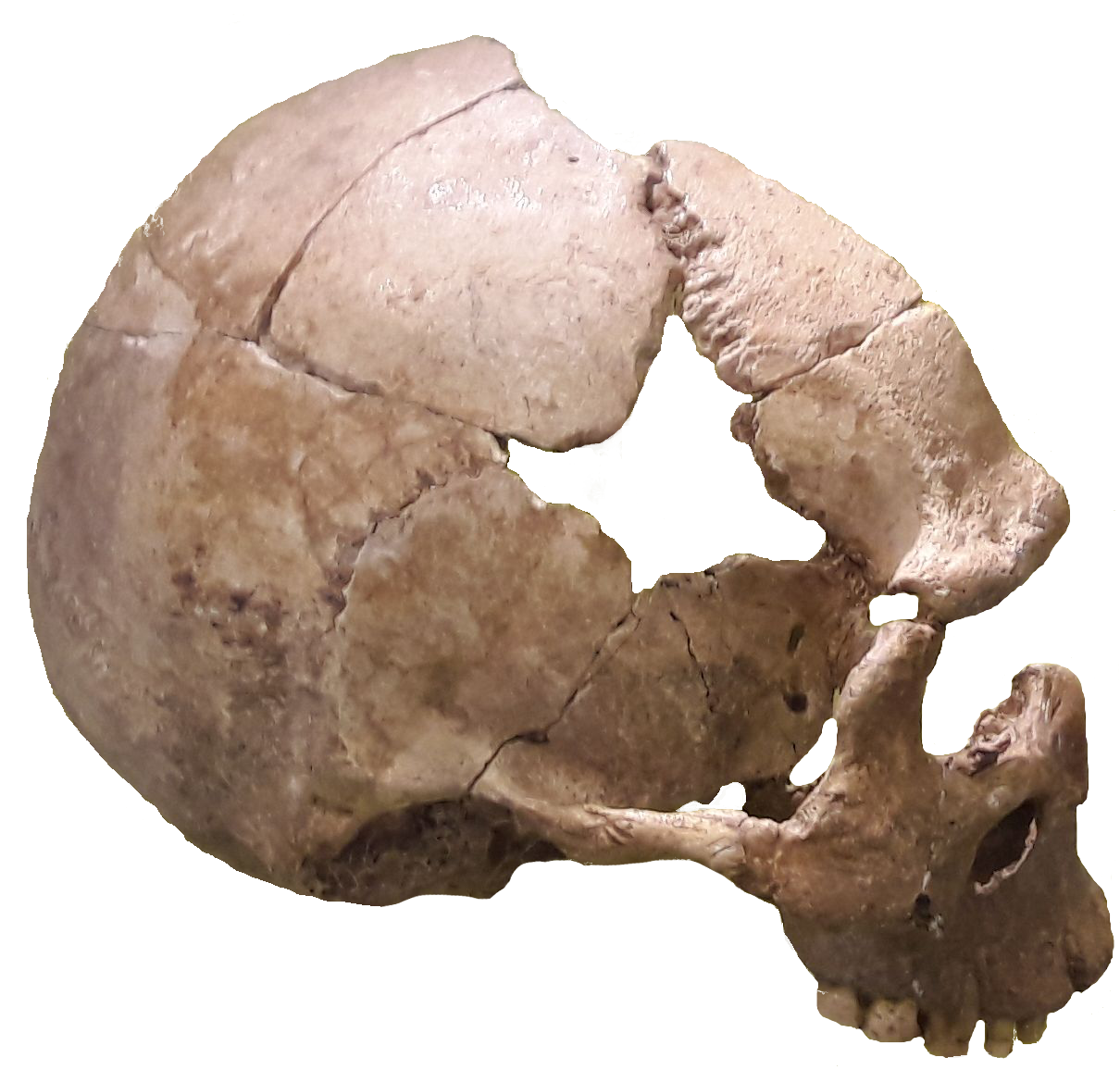
Schädel von Rhünda

Der Schädel von Rhünda stammt aus der Gegend des nordhessischen Dorfes Rhünda (Stadtteil von Felsberg) im Schwalm-Eder-Kreis. Der fossile Schädel ohne Unterkiefer, der zunächst für den Überrest einer Neandertalerfrau gehalten wurde, ist ein seltener Fund aus der Zeit um 10.000 v. Chr. und damit aus dem späten Jungpaläolithikum. Es handelt sich um einen Mann, der in einer nacheiszeitlichen Kälteperiode lebte und der sich vor allem von Fisch ernährte.

## Entdeckung und Sicherung
Der Schädel wurde am 20. Juni 1956 von den zehnjährigen Schülern Reinhart Wendel und Günther Otys am Bachufer etwa 80 cm unter der Erdoberfläche entdeckt, als sie am Tag nach einem Unwetter mit ihrem Lehrer Eitel Glatzer unterwegs waren. Der Fundort lag an einem neu entstandenen Ufer der Rhünda nahe ihrer Mündung in die Schwalm.
Der Schädel war vermutlich aus den oberhalb des Dorfes gelegenen Wäldern herabgespült worden und im Laufe der Zeit verwest, verfallen und anschließend kalkversintert. Die Fundschichten bestanden aus einem mergeligen Kalktuff auf kalkigem Schwemmlöß und Basaltschutt. Durch den Ortslehrer, der den Wert der Entdeckung erkannte, gelangte der Fund am 22. Juli 1956 zu Eduard Jacobshagen, Anatom und Professor an der Universität Marburg.

## Datierung, vorrangige Ernährung durch Fisch
Am 26. August 1956 präsentierte Eduard Jacobshagen den Schädelfund auf dem internationalen Kongress 100 Jahre Neandertaler in Düsseldorf als einen neuen Fund vom Typus Homo sapiens neanderthalensis. Jacobshagen war der Ansicht, der Schädel sei der einer Neandertalerin, der sogenannten „Frau von Rhünda“, was er mit der für einen Neandertaler auffallenden Grazilität der Knochen begründete, wie sie sich nach dem Reinigen und Zusammensetzen erwiesen habe. Doch schon auf dem Kongress entstand eine Debatte, ob es sich tatsächlich um den Schädel eines Neandertalers handle, zumal die Einordnung als Frau gleichfalls auf dieser Annahme beruhte. Der Schädel galt seinerzeit als „Sensationsfund“.
1962 publizierten die Anthropologen Gerhard Heberer und Gottfried Kurth aus Göttingen, dass es sich bei dem Rhünda-Schädel um einen Vertreter des modernen Menschen (Homo sapiens) handle. Ihre Zuweisung basierte auf Untersuchungen an einer Neuzusammensetzung des Schädels. 1962 wurden Kalktuffproben aus der Fundschicht des Schädels mit der C14-Methode auf 8365±100 Jahre B.P. datiert, womit er ins Mesolithikum, also die Zeit nacheiszeitlicher Jager, Sammler und Fischer zu datieren gewesen wäre. Eine Datierung am Knochenmaterial des Schädels wurde nicht vorgenommen, stattdessen wurde nochmals 1990 anhand der Analyse der Fundschichten ein Alter von 8.300 Jahren bestätigt. Jedoch war diese Datierung nur auf die Kalkversinterung zu beziehen.
Der Paläontologe Wilfried Rosendahl datierte 2002 den Schädel auf ein Alter von 12.000 Jahren. Die genaue Datierung erfolgte mit der AMS-14C-Methode. Rosendahl schickte eine 2 g schwere Schädelprobe nach Groningen an das dortige Centrum voor Isotopoen Onderzoek der Rijksuniversität. Dort wurde ein geologisches Alter von 10.000±80 Jahre B.P. nachgewiesen, womit der Schädel dem Jüngeren Dryas zuzuordnen war. Kalibriert ergibt sich daraus ein Datum von 10.137–10.073 bzw. 10.015–9.747 v. Chr. Zudem ließ sich erweisen, dass es sich um einen Mann handelte.
Kollagenuntersuchungen ergaben, dass sich der Mann von Rhünda in hohem Maße von Süßwasserfisch ernährt hatte.
Aufbewahrt wird der Fund im Hessischen Landesmuseum Kassel; eine Kopie befindet sich im Museum Gensungen.